# Абдулово (Куюргазинський район)
Абду́лово (рос. Абдулово, башк. Абдул) — село у складі Куюргазинського району Башкортостану, Росія. Входить до складу Якшимбетовської сільської ради.
Населення — 408 осіб (2010; 398 в 2002).
Національний склад:
- татари — 65%
- башкири — 34%